# Baošići
Baošići es una localidad de Montenegro perteneciente al municipio de Herceg Novi en el suroeste del país.
En 2011 tenía una población de 1346 habitantes, de los cuales 697 eran serbios y 462 montenegrinos.
Es una localidad costera de las bocas de Kotor. Se ubica unos 5 km al este de la capital municipal Herceg Novi.

## Demografía
La localidad ha tenido la siguiente evolución demográfica:
| Gráfica de evolución demográfica de Baošići entre 1948 y 2003 |
|                                                               |